# 埃弗里克里克鎮區 (北卡羅萊納州班康縣)
埃弗里克里克鎮區（英語：Avery Creek Township）是位於美國北卡羅萊納州班康縣的一個鎮區。

## 地方資料
埃弗里克里克鎮區的面積為74.85平方千米，皆為陸地。根據2020年美國人口普查的數據，當地共有人口10508人，而人口密度為每平方千米140.39人。